# Sender Altenhain
Der Sender Altenhain war eine Mittelwellensendeeinrichtung zur Verbreitung des Programms des „Berliner Rundfunks“ im Mittelwellenbereich mit einer Sendeleistung von 5 kW. Der bei 50.790547 N 12.98652 O gelegene Sender ging Ende der 1950er Jahre in Betrieb und sendete bis 1978 auf 602 kHz und dann auf 1431 kHz und 1116 kHz.
Die verwendeten Sendegeräte waren ursprünglich auf Fahrzeugen installiert, erst 1979 wurden sie in eine hierfür errichtete Halle verbracht.
Neben der Verbreitung des Programms des „Berliner Rundfunks“ diente der Sender Altenhain auch bis 1978 als Störsender, um den Empfang der Radioprogramme des RIAS zu unterbinden.